# 丝叶蓍
丝叶蓍（学名：Achillea setacea）为菊科蓍属的植物。分布于俄罗斯、欧洲、亚洲、非洲以及中国大陆的新疆等地，生长于海拔540米至2,400米的地区，多生在河岸、山坡草地、林边或荒地，目前尚未由人工引种栽培。